# Два Менехма
«Два Менехма» (на русском языке издавалась также под названием «Близнецы»; лат. Menaechmi) — комедия-паллиата римского драматурга Тита Макция Плавта, написанная и поставленная предположительно в 186 году до н. э..
Действие пьесы происходит в городе Эпидамн на иллирийском побережье Адриатического моря. Там одновременно оказываются двое братьев-бизнецов, разлучившихся когда-то из-за похищения одного из них. Прежде, чем происходит встреча, одного брата долго принимают за другого.
«Два Менехма» повлияли на целый ряд произведений европейской литературы Нового времени, сюжет которых основан на сходстве братьев, переодеваниях и путанице. В их числе «Комедии ошибок» Уильяма Шекспира, «Обманутые» Лопе де Руэды, новеллы Сервантеса.